# 川原浩揮
川原 浩揮（かわはら ひろき、旧姓：岡田（おかだ）、1978年（昭和53年）4月8日 - ）は、フジテレビ気象センター所属の気象予報士。同局の元アナウンサー、元報道記者。

## 来歴・人物
愛知県東郷町出身。身長184cm。私立名古屋学院高等学校（現：名古屋高等学校）、慶應義塾大学理工学部システムデザイン工学科を卒業後、2001年にフジテレビにアナウンサーとして入社。学生時代に一時AIESECに所属していた。
2005年7月にアナウンス職を離れ、報道記者へ転向した。
結婚を機に元の名字である川原姓に戻し、2009年度以降、報道リポートでは「川原」名義での出演となっている。フジテレビの公式サイトでも「川原」名義である。
その後、とくダネ！、ニューヨーク支局を歴任。帰国後、気象予報士合格、現在は気象センターに所属している。

## 過去の出演番組
- FNNレインボー発（月曜日キャスター）
- FNNスーパーニュース（フィールドキャスター）
- うまなりクン（「青びょうたん」と他の出演者から呼ばれていた）
- 地元発信! 東京ジモティ
- すぽると!
- スーパー競馬
- 中央競馬ダイジェスト

## 同期入社
- 高島彩
- 福元英恵
- 森本さやか
- 森下知哉
- 渡辺和洋
- 冨田憲子